# Blagovescsenszki járás (Baskíria)
A Blagovescsenszki járás (oroszul Благовещенский район, baskír nyelven Благовещен районы) Oroszország egyik járása a Baskír Köztársaságban, székhelye Blagovescsenszk.

## Népesség
- 1970-ben 41 860 lakosa volt, melyből 6 185 tatár (14,8%), 2 362 baskír (5,6%).
- 1989-ben 46 670 lakosa volt, melyből 8 232 tatár (17,6%), 3 491 baskír (7,5%).
- 2002-ben 15 861 lakosa volt, melyből 8 902 orosz (56,13%), 3 132 baskír (19,75%), 1 825 mari (11,51%), 1 643 tatár (10,36%).
- 2010-ben 15 497 lakosa volt, melyből 8 706 orosz (57%), 2 911 baskír (19,1%), 1 659 mari (10,9%), 1 604 tatár (10,5%), 94 ukrán, 55 csuvas, 26 udmurt, 18 mordvin, 17 fehérorosz.

| Lakosok száma | 46 596 | 15 861 | 48 969 | 49 736 | 49 922 | 50 057 | 49 890 | 49 604 | 49 380 | 49 596 |
|               | 1989   | 2002   | 2008   | 2010   | 2012   | 2013   | 2014   | 2016   | 2017   | 2021   |